# Gabriel Robert
Pour les articles homonymes, voir Robert.
Gabriel Robert, dit Gaby Robert, est un footballeur et entraîneur français né le 5 mars 1920 à Belcodène (Bouches-du-Rhône) et mort le 15 mai 2003 à Hyères.
Gaby Robert a évolué comme attaquant ou milieu offensif. Il a joué au RC Paris une saison mais n'est jamais passé professionnel. Par contre il a été réputé comme entraîneur. Ainsi il a dirigé le jeu des équipes de Hyères, Toulon, Lyon puis Valenciennes. Il a également entraîné l'équipe de France amateur et a été membre de la Direction Technique Nationale à la FFF.
En 1990 , Robert succède à Jules Bigot à la présidence de l' « Amicale des Éducateurs de football ». Cette amicale est créée en 1947 par Gabriel Hanot et a pour buts la promotion de cette profession et l'organisation de stages de perfectionnement. Jack Braun le remplace en 1994.
Son fils Jacques Robert est un footballeur professionnel.

## Carrière de joueur
- Hyères Football Club
- FC Annecy
- 1946-1947 : RC Paris

## Carrière d'entraîneur
- 1947-1953 : Hyères Football Club
- 1953-1959 : SC Toulon
- 1959-1961 : Olympique lyonnais
- 1961-1966 : Hyères Football Club
- 1966-04/1970 : US Valenciennes-Anzin
- 1982-1983 : Equipe de France de football des moins de 19 ans et Équipe de France des moins de 18 ans de football

## Palmarès
- International amateur et olympique en 1948
- International B
- Champion de France Amateur en 1950 (avec Hyères Football Club)